# Sadachlo
Sadachlo (Georgisch: სადახლო; Azerbeidzjaans: Sadaxlı) is een dorp in het zuiden van Georgië met ruim 7.300 inwoners (2014). Het dorp ligt in de gemeente Marneoeli van de regio Kvemo Kartli langs de linkeroever van de rivier Debeda. Sadachlo is de grootste plaats in Georgië met de status van dorp en heeft de belangrijkste grensovergang met Armenië. Het ligt 50 kilometer ten zuiden van Tbilisi.

## Achtergrond
Het opvallende aan Sadachlo, gegeven het etnische conflict tussen Azerbeidzjanen en Armeniërs rond Nagorno-Karabach, is het feit dat het dorp vlak aan de Armeense grens vrijwel geheel door Azerbeidzjanen bewoond wordt. Doordat Georgië zich vrij neutraal opstelde in dit conflict werd het dorp een neutraal terrein waar beide volken de interactie met elkaar konden opzoeken. Zo kon de markt in Sadachlo een instrument in conflicttransformatie worden.
Sadachlo is het centrum van de gelijknamige administratieve gemeenschap (თემი, temi) dat nog 4 nabijgelegen dorpen omvat: Boerma, Tazakendi, Molaoghli en Choeldara.

## Demografie
Volgens de volkstelling van 2014 had Sadachlo 7.337 inwoners. Het dorp is op enkele tientallen inwoners na mono-etnisch Azerbeidzjaans.
| Aantal                                                                             | - | 1.839 | - | - | 5.185 | 6.756 | - | 9.486 | 7.337 |
| Verantwoording data: 1923 1970, 1979, volkstellingen 2002 en 2014 Noot census 2002 |   |       |   |   |       |       |   |       |       |

## Bezienswaardigheden
In Sadachlo zijn geen bijzondere bezienswaardigheden.
- Tsopi-fort. Zes kilometer ten westen van Sadachlo, in het dorp Tsopi zijn de ruïnes van het middeleeuwse Tsopi-fort te vinden. Dit fort stamt uit de 5e-6e eeuw.[10] het dorp ligt langs de nationale route Sh37 naar Achkerpi.

## Vervoer en grensovergang

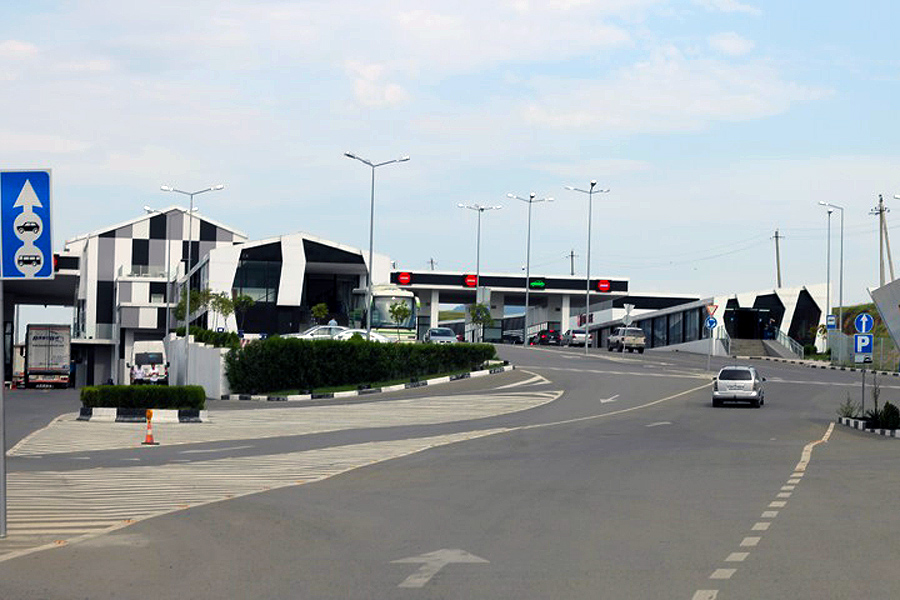
Sadachlo grensovergang

Door Sadachlo loopt de route van internationaal belang S7 (E001), de belangrijkste weg tussen Tbilisi en Jerevan (Armenië). De Sadachlo - Bagratasjen grensovergang is de belangrijkste van de vier autogrensovergangen tussen Georgië en Armenië met 900.000 inreizende passanten in 2023, oftewel ongeveer 15% van het totaal aantal buitenlandse grenspassages naar Georgië. De toename van grensverkeer heeft tot Europese investeringen in de infrastructuur geleid.
Vanuit het centrum van Sadachlo loopt de nationale route Sh37 in westelijke richting naar Achkerpi, waar ook een grensovergang naar Armenië is, de minst gebruikte grensovergang van Georgië met 63 inreizende buitenlandse passanten in 2019.

### Spoorweg
Sinds 1899 ligt de Tbilisi - Gjoemri - Jerevan spoorlijn langs Sadachlo en is er een spoorwegstation. Er is een frequente nachtverbinding tussen Tbilisi en Jerevan. Het station dient niet alleen als eindpunt voor de trein Tbilisi - Sadachlo en stop voor de internationale treinen, maar ook als grenspost voor laatstgenoemde. In 2023 reisden 23.855 buitenlandse passagiers hier met de trein Georgië binnen.